# XCOM: Enemy Unknown
XCOM: Enemy Unknown ist ein Computerspiel des Entwicklers Firaxis Games und wurde vom Publisher 2K Games am 9. Oktober 2012 in den USA bzw. am 12. Oktober 2012 in Europa und Australien für Microsoft Windows, PlayStation 3 und Xbox 360 veröffentlicht. Es handelt sich um ein rundenbasiertes Strategiespiel und Remake des klassischen Strategiespiels UFO: Enemy Unknown aus dem Jahr 1994, wobei es dabei auch auf neue Spielelemente setzt.

## Handlung
XCOM: Enemy Unknown spielt in der nahen Zukunft, wo die Erde nach einer Invasion Außerirdischer mit der Gründung einer elitären, multinationalen militärischen und wissenschaftlichen Organisation namens XCOM auf die Bedrohung reagiert hat. XCOM hat zur Aufgabe, durch Entsenden von Eingreiftrupps an Schauplätzen quer über die ganze Welt die Alieninvasion abzuwehren. Dabei übernimmt der Spieler die Rolle des Commanders von XCOM und führt so den Krieg gegen den außerirdischen Feind, der den Truppen der Erde technologisch weit überlegen ist, fort. Die Handlung wird dabei vorangetrieben, indem der Spieler in Missionen bestimmte Ereignisse (etwa die Gefangennahme eines Aliens) auslöst oder bestimmte Missionen gezielt anwählt.
Die eigentliche Handlung ist streng linear. Während sich der Fokus des Spielers zunächst auf die Untersuchung der Aliens richtet, sind im weiteren Verlauf eine geheime Alienbasis und mehrere Kommandoschiffe zu stürmen. Im Verlauf der Handlung stellt sich heraus, dass eine mächtige psionisch begabte Rasse zahlreiche Alienvölker versklavt hat und mit diesen nun die Erde terrorisiert. Gegen Ende des eigentlichen Handlungsverlaufs werden auch an verschiedenen Menschen Psi-Fähigkeiten entdeckt, was sich letztlich als Schlüssel zur Abwehr der Invasion herausstellt. Im Finale stürmt das Einsatzteam des Spielers das Alienmutterschiff, das über dem Atlantik Stellung bezogen hat.

## Spielprinzip
Der Spieler übernimmt die Kontrolle über Truppen im Schlachtfeld, die er in rundenbasierenden Missionen Ziele erfüllen lässt. Zwischen den Gefechten steuert der Spieler in der Kontrollbasis von XCOM die Forschung und Entwicklung neuer Technologien aus außerirdischen Fundstücken und gefangengenommenen Aliens, er erweitert die Basis, kümmert sich um die Finanzen und überwacht die Aktivitäten der Aliens.
Das rundenbasierte Kampfsystem benutzt eine 3D-Perspektive. Dabei wird vom Spieler ein Team aus bis zu sechs menschlichen Soldaten bzw. Robotern kontrolliert, die die Aliens auf der Karte jagen und andere, missionsabhängige Ziele erfüllen müssen. Ein Nebel des Krieges sorgt dafür, dass die Aliens und deren Züge vor dem Spieler versteckt bleiben, bis dessen Soldaten in Reichweite kommen und eine klare Sicht auf den Gegner haben. Die Soldaten können Gegenstände mit sich führen und spezielle Fähigkeiten erlernen, die sie mit im Kampf erlangter Erfahrung freischalten. Kontrolliert wird der Einsatz dieser Gegenstände und Fähigkeiten durch eine Werkzeugleiste am HUD, wobei zwischen Taktiken wie etwa dem Warten auf auftauchende Feinde und automatischem Feuern auf Ziele, Werfen von Granaten, Heilen von Verbündeten und anderen gewählt werden kann. Wände und Objekte in der Umgebung bieten Deckung für die Soldaten, um sie vor Beschuss zu schützen. Die Einheiten können außerdem Unterstützungsfeuer auf Feinde eröffnen sowie mittels Tarnung um Gegner herumschleichen. Zwischensequenzen und dynamische Kamerabewegungen sind darauf abgestimmt, besonders spannende Momente des Spiels, wie Abschüsse und Spezialfähigkeiten, einzufangen. Das Spiel beinhaltet auch gewisse RPG-Elemente, wie etwa das Erlangen von Erfahrung, mit denen neue Fähigkeiten der Soldaten freigeschaltet werden können, abhängig davon, wie viele Schlachten die Figuren bereits durchgemacht haben.
Der eigentliche Aufbau-Strategieteil des Spiels nimmt zwischen den Missionen Platz. Die unterirdische Basis von XCOM, genannt die Ameisenfarm, kann durch Ausbau-, Herstellungs- und Forschungsprogramme erweitert werden. Von hier aus kann gesteuert werden, wie Wissenschaftler und Ingenieure Ressourcen nutzen, die in Missionen erbeutet wurden oder von Sponsoren der Organisation stammen. Ein holografisches Modell der Erde erlaubt dem Spieler, die Situation auf der ganzen Welt zu beurteilen, Flugzeuge zum Abfangen von UFOs auszusenden und Soldaten in den Kampf gegen Aliens am Boden zu schicken. Die Basis bietet ebenfalls Möglichkeiten, die Soldaten sich entspannen oder im Trainingsraum üben zu lassen. Eine Gedenkwand für gefallene Kämpfer ist ebenfalls vorhanden. Im Spiel existiert im Gegensatz zum Original nur noch eine einzige XCOM-Basis, deren Ort am Spielbeginn gewählt werden kann. Passive Boni werden abhängig vom gewählten Kontinent gewährt. Der Spieler kann seine Fähigkeit, Alienaktivitäten zu entdecken, durch das Abschicken von Spionagesatelliten über Gebieten von Interesse erweitern.
Einige Spielelemente des Originals von 1994 wurden modifiziert oder entfernt. Der psionische Kampf des Originals ist wieder möglich. Das Zeiteinheitensystem, die stets sichtbare Rasterkarte und das Inventarsystem hingegen wurden entfernt. Die anfängliche Missionsphase des Landens vom Transportfahrzeug aus wurde auch entfernt, die Missionen beginnen nun mit den bereits im Feld gelandeten Truppen. Kartenlayouts sind nun nicht mehr zufällig erstellt, aber das Platzieren der Gegner erfolgt noch immer nach dem Zufallsprinzip.
Es bestehen Unterschiede in der Bedienung zwischen den Plattformen, allerdings wurden für die Konsolenversionen keinerlei Inhaltsabstriche gemacht. Die PC-Version benutzt ein mausgesteuertes Interface und soll durch Mods veränderbar sein. Ein Mehrspieler-Modus für Spieler-gegen-Spieler-Gefechte existiert ebenfalls. Hierbei wird ein vorgegebenes Budget an Punkten für die Aufstellung des Teams aus bis zu sechs menschlichen Soldaten, Aliens oder beiden benutzt. Die Menschen sind über ihre Waffen, Panzerung und Ausrüstung anpassbar. Ebenso ist eine einfachere Version des Erfahrungssystems aus dem Singleplayer verfügbar. Die Alien-Einheiten sind nicht anpassbar, besitzen jedoch die den jeweiligen Typen aus dem Singleplayer entsprechenden Fähigkeiten.

## Veröffentlichung
XCOM: Enemy Unknown wurde am 9. Oktober 2012 in den USA veröffentlicht und am 12. Oktober 2012 in Europa und Australien auf den Markt gebracht. Das Spiel kann entweder als Einzelhandelsversion oder auch als Download über Steam erworben werden.
Eine Reihe an verschiedenen Editionen wurden angekündigt, für den PC existieren eine normale und eine Special Edition, wobei letztere mit einer Reihe von einzigartigen Gegenständen wie einem Artbook, Poster, Abzeichen, Desktop-Hintergründe und dem Soundtrack aufwartet. Für Vorbesteller locken Boni wie der klassische XCOM-Soldat, ein Rekrut für das Team, der auf den Soldaten des Originales basiert, unterschiedliche Anpassungsoptionen für Rüstung sowie zusätzliche Farben.
2013 erschien eine Version für iOS. Eine Portierung auf Android folgte 2014. Im selben Jahr erschien XCOM: Enemy Unknown auch für den Linux-Desktop. Inzwischen wird das Spiel als XCOM: Enemy Unknown Complete Pack mit den DLCs Elite Soldier Pack und Slingshot Pack auch über GOG.com ohne DRM vermarktet.
Im März 2016 veröffentlichte Take 2 ohne größere Ankündigung eine Fassung für die tragbare Konsole PlayStation Vita. Die als XCOM: Enemy Unknown Plus veröffentlichte Fassung beinhaltet neben dem Grundspiel auch das Add-on Enemy Within. Ebenfalls 2016 erschien der Nachfolger XCOM 2.

## Rezeption
Die deutsche Synchronisation sei völlig misslungen. Der Geist des Originals sei hingegen bewahrt, modernisiert und spielerisch packend inszeniert worden. Auch für Spieler, die den Vorgänger nicht kennen sei das Spiel geeignet. Die Kombination aus taktischen Rundengefechten und Globalstrategie sei originell und einzigartig. Das Remake sei gelungen. Ebenso wie das Original entfache das Spiel eine Sogwirkung. Es verfüge dabei um zusätzliche Breite und Tiefe. Das Spiel wurde mit Frozen Synapse und dem misslungenen Remake Jagged Alliance: Back in Action verglichen. Die Maussteuerung sei etwas umständlich und die automatische Kamera sei manchmal ungünstig positioniert. Das Tutorial sei nicht ausführlich genug. Dennoch lege das Spiel die Messlatte sowohl spielerisch als auch inszenatorisch sehr weit nach oben. Das Spiel inszeniere die Verteidigung der Erde als packenden Science-Fiction-Thriller. Auf dem PC seien die Details schärfer.
Die mobile Version für iOS sei verlustfrei miniaturisiert worden. Die Portierung sei beeindruckend und ohne spielerische Einbuße gelungen. Auf der PlayStation Vita bremsen technische Schwächen den Spielfluss und die Übersichtlichkeit leidet. Dennoch sei das komplexe Spiel nahezu komplett portiert und inhaltlich genauso fesselnd.